# Fravaši
Fravaši je v zarathuštrismu nesmrtelná duchovní podstata bytostí stojících na straně Ahura Mazdy a Pravdivosti a jejich ochranná osobní síla. Kromě lidí má svého fravaši také Ahura Mazda, Ameša Spentové a jazatové. V některých případech se fravašiové neobjevují jako průvodci jedinců, ale jako anonymní skupina bytostí, pomáhají například v bitvě. Lze předpokládat že své fravaši mají i stoupenci Klamství, ale v žádných textech to není přímo zmíněno. S pojmem fravaši splývají pojmy daéna „náboženské smýšlení“ a urvan „duše“. Jaan Puhvel fravaši přirovnává k řeckému daimónovi či křesťanskému andělu strážném. Slovo fravaši vychází z indoíránského *pra-virti- či *fra varti- „ochrana, ochránce“.
Fravašiům je věnován jašt 13 – Fravardín jašt, jehož první polovina je jejich invokací, zatímco druhá výčtem fravašiů hodných uctívání – bohů, Zarathuštry, mytických bytostí, prvních členů zarathuštrické obce a na konec jsou oslavováni fravašiové všech vstoupenců Pravdivosti.